# Rallye Sanremo

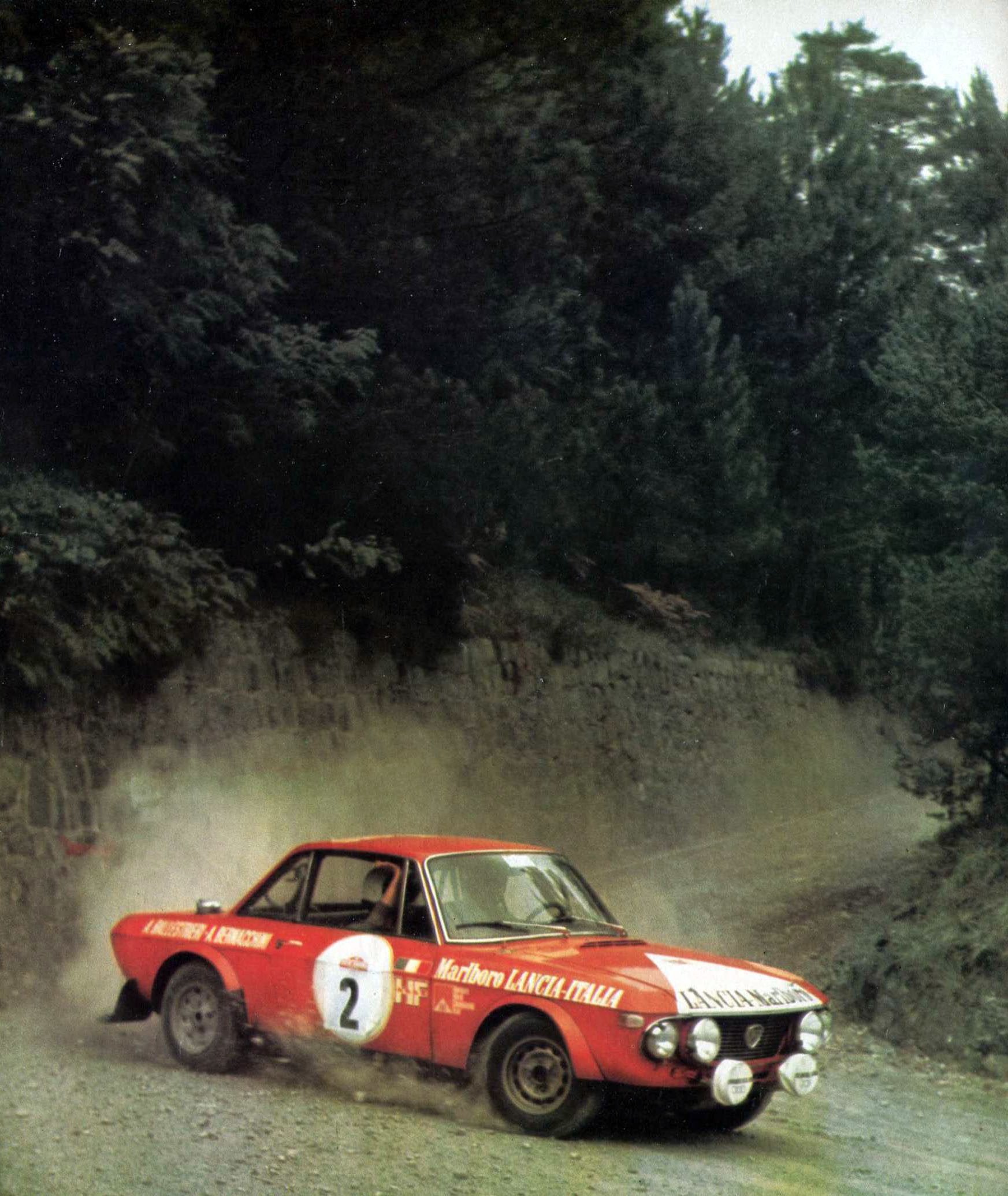
Amilcare Ballestrieri im Lancia Fulvia Coupé HF bei seiner Siegesfahrt 1972

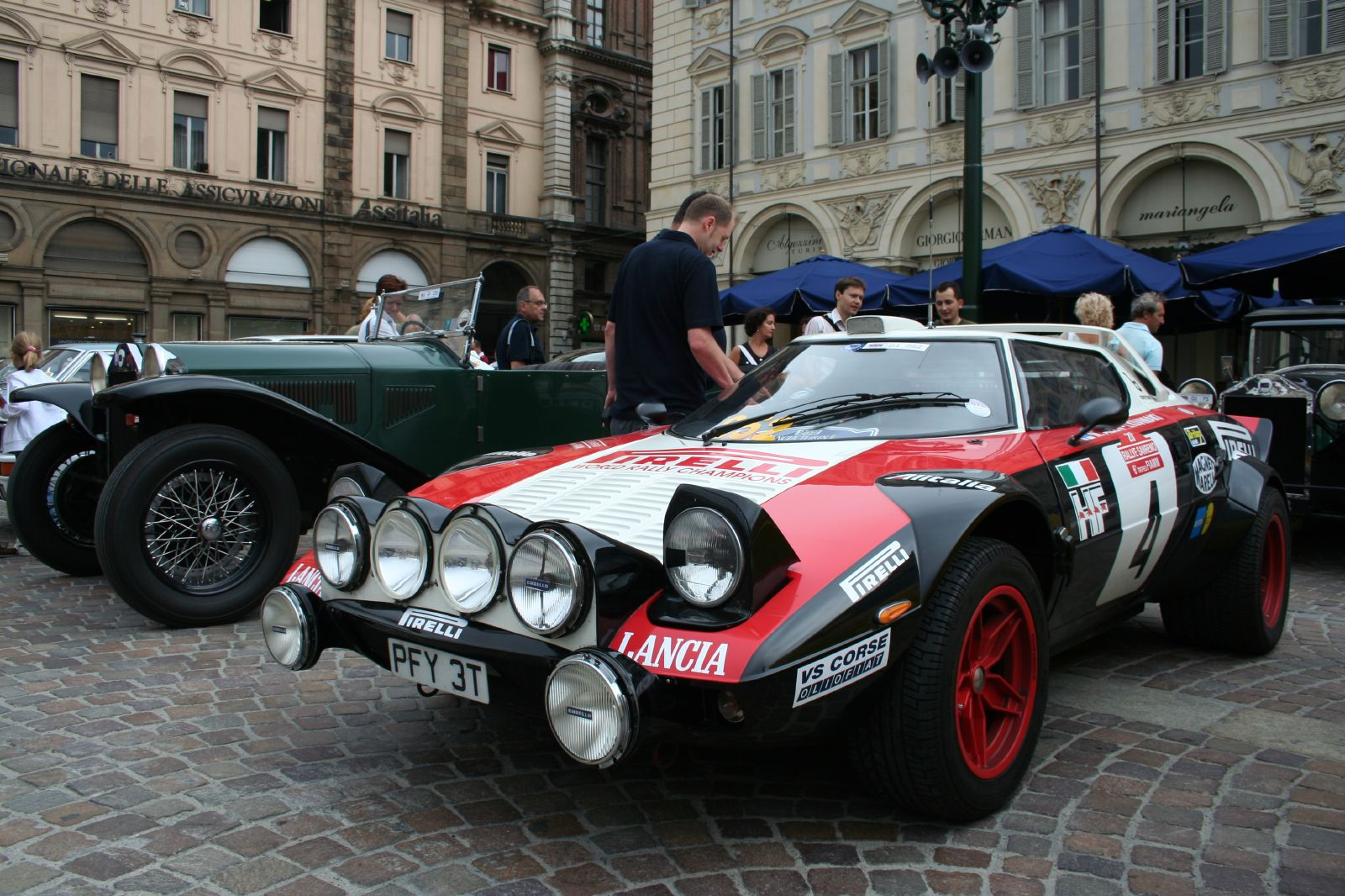
Lancia Stratos HF, der Siegerwagen von Markku Alén aus dem Jahre 1978

Die Rallye Sanremo ist eine Rallye-Veranstaltung, die bei Sanremo im nördlichen Italien ausgefahren wird. Mit einer Unterbrechung im Jahr 1995 war die Rallye von 1973 bis 2003 ein Wertungslauf der Rallye-Weltmeisterschaft. Aktuell zählt die Rallye zur Intercontinental Rally Challenge und zur italienischen Rallye-Meisterschaft.

## Geschichte
Die erste Rallye-Veranstaltung, die den Namen „Rallye Sanremo“ trug, wurde 1928 ausgefahren. Die sogenannte Rallye Internazionale di Sanremo war von der Rallye Monte Carlo inspiriert und trug daher das französische Wort „rallye“ statt des italienischen „rally“ im Namen. Nach einer erneuten Austragung im Jahr 1929 wurde die Veranstaltung in die Hände von neuen Organisatoren gegeben. Diese entschieden sich dazu, ein reines Straßenrennen auszurichten, das durch die engen Gassen der Stadt Sanremo führte. Bei der ersten Austragung im Jahr 1937, der 1° Circuito Automobilistico Sanremo, konnte sich der italienische Grand-Prix-Pilot Achille Varzi in die Siegerlisten eintragen. Der Zweite Weltkrieg beendete diese Rennveranstaltung.
Erst 1961 wurde die ursprüngliche Rallye in Sanremo als Rallye dei Fiori (dt.: „Rallye der Blumen“) wiederbelebt. Erster Gesamtsieger war der Italiener Mario De Villa auf einer Alfa Romeo Giulietta. 1968 trug die Rallye wieder „Sanremo“ im Namen und endete mit einem Sieg von Pauli Toivonen auf einem Porsche 911. Von 1970 bis 1972 war die Rallye Bestandteil der International Championship for Manufacturers, einer Vorläuferserie der Rallye-Weltmeisterschaft. 1972 erhielt die Rallye ihren heutigen Namen. Offiziell war die Austragung 1972 jedoch bereits die 14., da bei der Zählung einige Vorgängerveranstaltungen miteinbezogen wurden.
Mit der Gründung der Rallye-Weltmeisterschaft 1973 wurde auch die Rallye Sanremo in deren Kalender aufgenommen und war in der Folgezeit ein fester Bestandteil dieser Serie. Der erste WM-Lauf in Sanremo endete mit einem Sieg von Jean-Luc Thérier auf einer Alpine A110. Eine kontroverse Entscheidung fiel während Rallye Sanremo 1986, als das führende Peugeot-Werksteam nach dem dritten Tag der Rallye disqualifiziert wurde, sodass der Sieg an Lancia fiel. Die Stewards hatten an den Peugeots bei der technischen Abnahme irreguläre Seitenschweller festgestellt. Doch Peugeot hatte in dieser Fahrzeugkonfiguration zuvor bereits einige weitere WM-Rallyes bestritten und auch die technische Abnahme vor der Rallye Sanremo passiert, ohne dass Beanstandungen aufgetreten waren. Peugeot legte zwar Protest ein, jedoch ließ der Veranstalter die Peugeots nicht weiter teilnehmen. Ende des Jahres entschied die FIA, dass der Ausschluss irregulär erfolgt sei und annullierte alle Meisterschaftspunkte, die für das Ergebnis der Rallye Sanremo vergeben worden waren.
Aufgrund des damaligen Rotationsprinzips der Rallye-Weltmeisterschaft zählte die Rallye Sanremo 1995 nur zum 2-Liter-Weltcup. Die Rallye, die zuvor auf verschiedenen Straßenbelägen stattgefunden hatte, wurde 1997 zu einer reinen Asphaltrallye umgestaltet. Nach der Saison 2003 wurde die Rallye Sanremo aus dem Kalender der Rallye-Weltmeisterschaft gestrichen; den letzten Weltmeisterschaftslauf gewann Sébastien Loeb im Citroën Xsara WRC. Neuer italienischer Lauf zur Rallye-Weltmeisterschaft wurde die Rallye Sardinien. Die Rallye Sanremo lebte anschließend als Lauf zur italienischen Rallye-Meisterschaft weiter. 2006 wurde die Rallye zudem in den Kalender der Intercontinental Rally Challenge aufgenommen und fand damit auch international wieder Beachtung. Mittlerweile ist die Rallye Sanremo hauptsächlich eine nationale Veranstaltung.

## Streckenführung und Charakteristik
Die Rallye wird im steil aufragenden Hinterland der Umgebung von Sanremo in der Provinz Imperia ausgefahren. Das Fahrerlager befindet sich üblicherweise direkt zwischen dem berühmten Casino und dem Jachthafen an der Rivieraküste Sanremos.
Nachdem bis 1996 auf gemischten Fahrbahnbelägen gefahren wurde, wird die Rallye Sanremo seit 1997 als reine Asphaltrallye ausgetragen. Charakteristisch für die Rallye sind enge Bergstraßen mit Steigungen und Gefällen in den mediterranen Eichen-Laubmischwäldern. Diese zeichnen sich durch Kurvenreichtum und eine technisch anspruchsvolle Streckenführung aus. Dadurch ermöglicht die Strecke nur ein relativ niedriges Durchschnittstempo.
Nach ihrer Streichung im Jahr 1985 wurde die Wertungsprüfung Ronde di Monte Bignone oder kurz Ronde 2005 wieder in das Programm der Rallye Sanremo aufgenommen. Sie bildet seitdem den Höhepunkt der Veranstaltung. Dabei handelt es sich um eine Nachtprüfung, die mit einer Distanz von 44 Kilometern eine der längsten Wertungsprüfungen der Welt ist. Sie führt an den Gemeinden Perinaldo, Apricale und Bajardo sowie an Sanremos Fraktionen Coldirodi und San Romolo vorbei.

## Rekorde
Rekordsieger der Rallye Sanremo ist mit mittlerweile sechs Erfolgen in der Zeit von 2006 bis 2018 der Italiener Paolo Andreucci. Vier Fahrer konnten die Rallye während der Zeit als WM-Lauf jeweils dreimal gewinnen. Markku Alén (1978, 1983, 1986), Miki Biasion (1987, 1988, 1989), Didier Auriol (1990, 1991, 1994) und Gilles Panizzi (2000, 2001, 2002) sind die Rekordsieger der Rallye Sanremo mit WM-Status.

## Gesamtsieger
| Jahr  | Rallye                                | Fahrer                     | Co-Pilot                   | Auto                           |
| ----- | ------------------------------------- | -------------------------- | -------------------------- | ------------------------------ |
| 19281 | Rallye Internazionale di Sanremo      | Ernest Urdărianu           |                            | Fiat 520                       |
| 19291 | Rallye Internazionale di Sanremo      | Ernest Urdărianu           |                            | Fiat 521                       |
| 19611 | 1. Rallye dei Fiori                   | Giovan Battista De Villa   | Mario De Villa             | Alfa Romeo Giulietta TI        |
| 19621 | 2. Rallye dei Fiori                   | Piero Frescobaldi          | D. Malinconi               | Lancia Flavia                  |
| 19631 | 3. Rallye dei Fiori                   | Franco Patria              | Alberto Orengo             | Lancia Flavia Coupè            |
| 19641 | 4. Rallye dei Fiori                   | Erik Carlsson              | Gunnar Palm                | Saab 96 Sport                  |
| 19651 | 5. Rallye dei Fiori                   | Leo Cella                  | Sergio Gamenara            | Lancia Fulvia 2C               |
| 19661 | 6. Rallye dei Fiori                   | Leo Cella                  | Luciano Lombardini         | Lancia Fulvia HF               |
| 19671 | 7. Rallye dei Fiori                   | Jean-François Piot         | Nicolas Roure              | Renault Gordini                |
| 19681 | 8. Rallye di Sanremo                  | Pauli Toivonen             | Martti Tiukkanen           | Porsche 911 T                  |
| 19691 | 9. Rallye di Sanremo                  | Harry Källström            | Gunnar Häggbom             | Lancia Fulvia HF               |
| 19701 | 1. Sanremo-Sestriere - Rally d’Italia | Jean-Luc Thérier           | Marcel Callewaert          | Alpine A110 1600               |
| 19711 | 2. Sanremo-Sestriere - Rally d’Italia | Ove Andersson              | Tony Nash                  | Alpine A110 1600               |
| 19721 | 14. Rallye Sanremo                    | Amilcare Ballestrieri      | Arnaldo Bernacchini        | Lancia Fulvia 1.6 Coupé HF     |
| 1973  | 15. Rallye Sanremo                    | Jean-Luc Thérier           | Jaubert Jacques            | Alpine A110 1800               |
| 1974  | 16. Rallye Sanremo                    | Sandro Munari              | Mario Mannucci             | Lancia Stratos HF              |
| 1975  | 17. Rallye Sanremo                    | Björn Waldegård            | Hans Thorszelius           | Lancia Stratos HF              |
| 1976  | 18. Rallye Sanremo                    | Björn Waldegård            | Hans Thorszelius           | Lancia Stratos HF              |
| 1977  | 19. Rallye Sanremo                    | Jean-Claude Andruet        | Christian Delferrier       | Fiat 131 Abarth                |
| 1978  | 20. Rallye Sanremo                    | Markku Alén                | Ilkka Kivimäki             | Lancia Stratos HF              |
| 1979  | 21. Rallye Sanremo                    | Antonio Fassina            | Mauro Mannini              | Lancia Stratos HF              |
| 1980  | 22. Rallye Sanremo                    | Walter Röhrl               | Christian Geistdörfer      | Fiat 131 Abarth                |
| 1981  | 23. Rallye Sanremo                    | Michèle Mouton             | Fabrizia Pons              | Audi Quattro                   |
| 1982  | 24. Rallye Sanremo                    | Stig Blomqvist             | Björn Cederberg            | Audi Quattro                   |
| 1983  | 25. Rallye Sanremo                    | Markku Alén                | Ilkka Kivimäki             | Lancia Rally 037               |
| 1984  | 26. Rallye Sanremo                    | Ari Vatanen                | Terry Harryman             | Peugeot 205 Turbo 16           |
| 1985  | 27. Rallye Sanremo                    | Walter Röhrl               | Christian Geistdörfer      | Audi Quattro                   |
| 1986  | 28. Rallye Sanremo2                   | Markku Alén                | Ilkka Kivimäki             | Lancia Delta S4                |
| 1987  | 29. Rallye Sanremo                    | Miki Biasion               | Tiziano Siviero            | Lancia Delta HF 4WD            |
| 1988  | 30. Rallye Sanremo - Rallye d’Italia  | Miki Biasion               | Tiziano Siviero            | Lancia Delta Integrale         |
| 1989  | 31. Rallye Sanremo - Rallye d’Italia  | Miki Biasion               | Tiziano Siviero            | Lancia Delta Integrale 16V     |
| 1990  | 32. Rallye Sanremo - Rallye d’Italia  | Didier Auriol              | Bernard Occelli            | Lancia Delta Integrale 16V     |
| 1991  | 33. Rallye Sanremo - Rallye d’Italia  | Didier Auriol              | Bernard Occelli            | Lancia Delta Integrale 16V     |
| 1992  | 34. Rallye Sanremo - Rallye d’Italia  | Andrea Aghini              | Sauro Farnocchia           | Lancia Delta HF Integrale      |
| 1993  | 35. Rallye Sanremo - Rallye d’Italia  | Franco Cunico              | Stefano Evangelisti        | Ford Escort RS Cosworth        |
| 1994  | 36. Rallye Sanremo - Rallye d’Italia  | Didier Auriol              | Bernard Occelli            | Toyota Celica Turbo 4WD        |
| 19951 | 37. Rallye Sanremo - Rallye d’Italia  | Piero Liatti               | Alessandro Alessandrini    | Subaru Impreza 555             |
| 1996  | 38. Rallye Sanremo - Rallye d’Italia  | Colin McRae                | Derek Ringer               | Subaru Impreza 555             |
| 1997  | 39. Rallye Sanremo - Rallye d’Italia  | Colin McRae                | Nicky Grist                | Subaru Impreza WRC             |
| 1998  | 40. Rallye Sanremo - Rallye d’Italia  | Tommi Mäkinen              | Risto Mannisenmäki         | Mitsubishi Lancer Evo 5        |
| 1999  | 41. Rallye Sanremo - Rallye d’Italia  | Tommi Mäkinen              | Risto Mannisenmäki         | Mitsubishi Lancer Evo 6        |
| 2000  | 42. Rallye Sanremo - Rallye d’Italia  | Gilles Panizzi             | Hervé Panizzi              | Peugeot 206 WRC                |
| 2001  | 43. Rallye Sanremo - Rallye d’Italia  | Gilles Panizzi             | Hervé Panizzi              | Peugeot 206 WRC                |
| 2002  | 44. Rallye Sanremo - Rallye d’Italia  | Gilles Panizzi             | Hervé Panizzi              | Peugeot 206 WRC                |
| 2003  | 45. Rallye Sanremo - Rallye d’Italia  | Sébastien Loeb             | Daniel Elena               | Citroën Xsara WRC              |
| 20041 | 46. Rallye Sanremo                    | Renato Travaglia           | Flavio Zanella             | Peugeot 206 XS S1600           |
| 20051 | 47. Rallye Sanremo                    | Alessandro Perico          | Fabrizio Carrara           | Renault Clio S1600             |
| 20061 | 48. Rallye Sanremo (IRC-Lauf)         | Paolo Andreucci            | Anna Andreussi             | Fiat Abarth Grande Punto S2000 |
| 20071 | 49. Rallye Sanremo (IRC-Lauf)         | Luca Rossetti              | Matteo Chiarcossi          | Peugeot 207 S2000              |
| 20081 | 50. Rallye Sanremo (IRC-Lauf)         | Giandomenico Basso         | Mitia Dotta                | Fiat Abarth Grande Punto S2000 |
| 20091 | 51. Rallye Sanremo (IRC-Lauf)         | Kris Meeke                 | Paul Nagle                 | Peugeot 207 S2000              |
| 20101 | 52. Rallye Sanremo (IRC-Lauf)         | Paolo Andreucci            | Anna Andreussi             | Peugeot 207 S2000              |
| 20111 | 53. Rallye Sanremo (IRC-Lauf)         | Thierry Neuville           | Nicolas Gilsoul            | Peugeot 207 S2000              |
| 20121 | 54. Rallye Sanremo (IRC-Lauf)         | Giandomenico Basso         | Mitia Dotta                | Ford Fiesta RRC                |
| 20131 | 55. Rallye Sanremo (ERC-Lauf)         | Giandomenico Basso         | Mitia Dotta                | Peugeot 207 S2000              |
| 20141 | 56. Rallye Sanremo                    | Umberto Scandola           | Guido D’Amore              | Škoda Fabia S2000              |
| 20151 | 62. Rallye Sanremo                    | Paolo Andreucci            | Anna Andreussi             | Peugeot 208 T16                |
| 20161 | 63. Rallye Sanremo                    | Paolo Andreucci            | Anna Andreussi             | Peugeot 208 T16                |
| 20171 | 64. Rallye Sanremo                    | Paolo Andreucci            | Anna Andreussi             | Peugeot 208 T16                |
| 20181 | 65. Rallye Sanremo                    | Paolo Andreucci            | Anna Andreussi             | Peugeot 208 T16                |
| 20191 | 66. Rallye Sanremo                    | Craig Breen                | Paul Nagle                 | Škoda Fabia R5                 |
| 20201 | 67. Rallye Sanremo                    | abgebrochen wegen Unwetter | abgebrochen wegen Unwetter | abgebrochen wegen Unwetter     |
| 20211 | 68. Rallye Sanremo                    | Craig Breen                | Paul Nagle                 | Hyundai i20 R5                 |

1 kein WM-Status
2 Die FIA annullierte später das Ergebnis der Rallye Sanremo 1986.